# Сонг Сънг Хон
Сонг Сънг Хон (на корейски: 송승헌) е южнокорейски актьор и модел. Известен е с ролите си в драмите Есен в сърцето ми (2000), На изток от рая (2008 – 2009), Летен аромат (2003), Д-р Джин (2012), Ще вечеряме ли заедно (2020) и Черният рицар (2023).

## Детство и образование
Сонг Сънг Хон е роден на 5 октомври 1976 г. в Сеул, Южна Корея. Той е най-малкото дете в семейството. Има по-големи брат и сестра. Истинското му име е Сънг Бок, но той официално го променя на сценичното Сънг Хон през 2000 г.
Изучавал е бизнес администрация в националния университет Ханкьонг, както и мултимедийни изкуства в университет Кьонгги.
В свободното си време обича да плува, да кара ски, да играе баскетбол и голф.

## Кариера

### 1995 – 2007: Начало като актьор
Сонг Сънг Хон започва кариерата си през 1995 г., когато човек, работещ за модната индустрия, му предлага да се яви на кастинг. Там го избират и започва като модел за марката дънки STORM. Стартира актьорската си кариера в известния ситком Три момчета, три момичета през 1996 г. Филмовия си дебют прави през 1999 г. с филма Кала, където си партнира с актрисата Ким Хи Сон.
Истинска популярност придобива през 2000 г. след участието си в телевизионната драма Есен в сърцето ми. Романтичният сериал се радва на висок рейтинг из цяла Азия, което превръща Сънг Хон в Халю звезда и той започва да получава предложения за филмови роли и реклами в Япония, Хонконг и други азиатски страни.
През 2002 г. Сънг Хон участва в екшън комедията Просто бягай на режисьора Чо И Сок, а също и във филма Толкова близо, продукция на Хонконг.
Сонг Сънг Хон затвърждава статута си на Халю звезда през 2003 г. с участието си в сериала Летен аромат, в който си партнира с актрисата Сон Йе Джин.
През 2004 г. Сонг се появява в два филма, но те не са оценени като успешни: Леден дъжд, заснет в канадските Скалисти планини, и Той беше готин, базиран на интернет роман, който не успява да се конкурира с Хари Потър и Затворникът от Азкабан и други филми от летния сезон на 2004 г.
В края на 2004 г., точно когато се готви да започне снимките на следващата си телевизионна драма Тъжна любовна история, се налага спешно да влезе в армията, за да изпълни двугодишната си задължителна военна служба, която дълго преди това е отлагал.

### 2008 – 2013: Завръщане след армията
За своето завръщане към актьорската професия през 2008 г. Сонг Сънг Хон избира драмата На изток от рая, където се превъплъщава в мъж, който се присъединява към мафията, за да отмъсти за баща си – един съвсем нов и различен образ в сравнение с досегашните му герои, по-суров и мъжествен. Играта му е толкова убедителна, че му спечелва „Десанг“ (Голямата награда) на наградите за драма на MBC. През същата година Сънг Хон участва и в екшън филма Съдба.
През 2010 г. Сънг Хон се снима и в римейка Едно по-добро утре. Тъй като популярността му в Япония продължава да нараства, той е поканен да участва във филма Призрак: отново в прегръдките ти заедно с японската актриса Мацушима Нанако – римейк на американския филм от 1990 г. Призрак с Патрик Суейзи.
През 2011 г. Сонг Сънг Хон участва в телевизионната драма Моята принцеса заедно с Ким Те Хи – първата му романтична комедия, за която той самият казва, че е повратна точка в кариерата му.
През 2012 г. Сонг Сънг Хон поема главната роля в драмата Д-р Джин, която е базирана на японски комикс – героят му е успешен хирург, който се връща назад във времето и попада в династия Чосон в края на 19 век.
Следва участие в мелодрамата от 2013 г. Когато един мъж се влюби, където си партнира с Шин Се Кьонг и изиграва гангстер, който се превръща в успешен бизнесмен заради жената, която обича.

### 2014 – до сега: По-зрели роли
През 2014 г. Сонг Сънг Хон участва в еротичния филм на режисьора Ким Те У Обсебен – действието на филма се развива през 1969 г. в края на войната във Виетнам, а той играе високопоставен офицер, който се влюбва в съпругата на свой подчинен.
През 2015 г. Сънг Хон си партнира с известната китайска актриса Лю Ифей в романтичната мелодрама Третият вид любов, последвана от семейната комедия Прекрасен кошмар.
Следващият проект на Сънг Хон е филмът за Втората световна война Въздушен удар, отново китайска продукция, където си партнира с Брус Уилис.
През 2017 г. Сонг Сънг Хон играе в историческата драма Саймданг, дневник на светлината, който разказва за художничката и калиграф от Чосон Шин Саймданг. Персонажът му, измислен образ, е аристократ и художник, влюбен в главната героиня от детството си. Същата година той се снима и във фентъзи трилър драмата Блек заедно с актрисата Го Ара, играейки ролята на мрачен жътвар.
А през 2018 г. участва в драмата Играчът.
През 2019 г. Сонг Сънг Хон играе в политическата комедийна драма Великото шоу. През април 2019 г. подписва с новата си агенция King Kong by Starship.
През 2020 г. Сънг Хон участва в романтичната драма Ще вечеряме ли заедно?  в ролята на психиатър.
През 2021 г. поема главната роля в четвърти сезон на криминалната драма Глас.

## Други дейности
През 2009 г. Сънг Хон създава своя собствена мениджърска агенция Storm S.
Той притежава и клонът на италианската верига ресторанти Blacksmith в Шинса Донг.
През 2011 г. Сонг Сънг Хон е обявен за ПР посланик за културно споделяне от Фондация Корея, като ролята му е да насърчава корейския език, храна и култура в чужбина.

## Личен живот
Сонг Сънг Хон започва задължителната си двугодишна военна служба в армията в края на 2004 г. и се уволнява на 15 ноември 2006 г. с ранг на ефрейтор. Посрещнат е от фенове от Япония, Тайван, Хонконг и Корея. След излизането си от армията актьорът организира изложба на предмети, които е използвал по време на дните си в казармата – неговите ботуши, униформа и лични инструменти – всичко с изключение на пистолета му. Освен това провежда и среща с феновете си в Gymnastics Arena в Олимпийския парк в Сеул на 18 и 19 ноември.
През 2015 г. започва връзка с китайската актриса Лю Ифей, с която се запознава по време на снимките на филма Третият вид любов. Двамата се разделят през януари 2018 г.

## Филмография

### Филми
| Година | Заглавие                         | Роля           | Бележки            |
| ------ | -------------------------------- | -------------- | ------------------ |
| 1999   | Кала                             | Ким Сун У      |                    |
| 2002   | Просто бягай                     | Сонг Хуан      |                    |
| 2002   | Толкова близо                    | Йен            | филм на Хонконг    |
| 2004   | Леден дъжд                       | Хан У Сонг     |                    |
| 2004   | Той беше готин                   | Джи Ън Сонг    |                    |
| 2008   | Съдба                            | Ким У Мин      |                    |
| 2010   | Едно по-добро утре               | И Йонг Чун     |                    |
| 2010   | Призрак: отново в прегръдките ти | Ким Джун Хо    | японска продукция  |
| 2012   | Ярки мечти                       |                | късометражен       |
| 2014   | Обсебен                          | Ким Джин Пьонг |                    |
| 2015   | Прекрасен кошмар                 | Сонг Хуан      |                    |
| 2015   | Третият вид любов                | Лин Киженг     | китайска продукция |
| 2017   | Човек на волята                  | Канг Хьонг Шик |                    |
| 2018   | Въздушен удар                    | Ан Минг Хе     | китайска продукция |
| 2024   | Скрито лице                      | Сонг Джин      |                    |

### Телевизионни сериали
| Година      | Заглавие                        | Роля                                       | Бележки             |
| ----------- | ------------------------------- | ------------------------------------------ | ------------------- |
| 1996 – 1999 | Три момчета, три момичета       | Сонг Сънг Хон                              |                     |
| 1997        | Красива лейди                   | И Мин Хьок                                 |                     |
| 1997 – 1998 | Ти и аз                         | Пак Мин Кю                                 |                     |
| 1998        | Победители                      | Чонг Мин Су                                |                     |
| 1999        | Щастливи заедно                 | Со Джи Сок                                 |                     |
| 1999        | Любовна история                 | Джун Сонг                                  | епизод 2 – Послание |
| 2000        | Пуканки                         | И Йонг Хун                                 |                     |
| 2000        | Есен в сърцето ми               | Юн Джун Со                                 |                     |
| 2001        | Адвокатска кантора              | Чонг Йонг Унг                              |                     |
| 2003        | Летен аромат                    | Ю Мин У                                    |                     |
| 2008        | На изток от рая                 | И Донг Чол                                 |                     |
| 2011        | Моята принцеса                  | Пак Хе Йонг                                |                     |
| 2012        | Д-р Джин                        | Джин Хьок                                  |                     |
| 2013        | Когато един мъж се влюби        | Хан Те Санг                                |                     |
| 2017        | Саймданг, дневник на светлината | И Гьом                                     |                     |
| 2017        | Блек                            | детектив Хан Му Ганг / Блек, мрачен жътвар |                     |
| 2018        | Играчът                         | Канг Ха Ри                                 |                     |
| 2019        | Великото шоу                    | Уи Те Хан                                  |                     |
| 2020        | Ще вечеряме ли заедно?          | Ким Хе Кьонг                               |                     |
| 2021        | Глас                            | Дерек Чо                                   | сезон 4             |
| 2024        | Играчът                         | Канг Ха Ри                                 | сезон 2             |

### Уеб сериали
| Година | Заглавие      | Роля   |
| ------ | ------------- | ------ |
| 2023   | Черният рицар | Рю Сок |

## Награди и номинации
| Церемония                                                       | Година | Категория                                                                          | Номинация                                             | Резултат  |
| --------------------------------------------------------------- | ------ | ---------------------------------------------------------------------------------- | ----------------------------------------------------- | --------- |
| Andre Kim Best Star Awards                                      | 2009   | Най-добра звезда – мъж                                                             | Сонг Сънг Хон                                         | Спечелил  |
| Baeksang Arts Awards                                            | 1998   | Най-популярен актьор – телевизия                                                   | Ти и аз                                               | Спечелил  |
| Baeksang Arts Awards                                            | 2009   | Най-добър актьор – телевизия                                                       | На изток от рая                                       | Номиниран |
| Blue Dragon Film Awards                                         | 1999   | Най-добър нов актьор                                                               | Кала                                                  | Номиниран |
| Blue Dragon Film Awards                                         | 2014   | Най-популярна звезда                                                               | Обсебен                                               | Спечелил  |
| China Cosmopolitan Beauty Awards                                | 2012   | Най-чаровен азиатски артист                                                        | Сонг Сънг Хон                                         | Спечелил  |
| KBS Drama Awards                                                | 2000   | Най-добър актьор                                                                   | Есен в сърцето ми                                     | Номиниран |
| KBS Drama Awards                                                | 2000   | Награда за популярност                                                             | Есен в сърцето ми                                     | Спечелил  |
| KBS Drama Awards                                                | 2000   | Награда за фотогеничност                                                           | Есен в сърцето ми                                     | Спечелил  |
| KBS Drama Awards                                                | 2003   | Най-добър актьор, избран от зрителите                                              | Летен аромат                                          | Номиниран |
| KBS Drama Awards                                                | 2003   | Най-добра екранна двойка                                                           | Сонг Сънг Хон и Сон Йе Джин Летен аромат              | Номиниран |
| KCA Consumer Day Awards                                         | 2019   | Най-добър актьор в драма                                                           | Играчът                                               | Спечелил  |
| KMTV                                                            | 1997   | Най-добър нов актьор                                                               | Сонг Сънг Хон                                         | Спечелил  |
| Korean Culture and Entertainment Awards                         | 2009   | Голямата награда (Десанг) в ТВ драма                                               | На изток от рая                                       | Спечелил  |
| MBC Drama Awards                                                | 2008   | Голямата награда (Десанг)                                                          | На изток от рая                                       | Спечелил  |
| MBC Drama Awards                                                | 2008   | Най-добър актьор                                                                   | На изток от рая                                       | Номиниран |
| MBC Drama Awards                                                | 2008   | Най-популярен актьор                                                               | На изток от рая                                       | Спечелил  |
| MBC Drama Awards                                                | 2008   | Най-добра екранна двойка                                                           | Сонг Сънг Хон и И Йон Хи На изток от рая              | Спечелил  |
| MBC Drama Awards                                                | 2011   | Най-добър актьор в минисериал                                                      | Моята принцеса                                        | Номиниран |
| MBC Drama Awards                                                | 2011   | Най-популярен актьор                                                               | Моята принцеса                                        | Номиниран |
| MBC Drama Awards                                                | 2011   | Най-добра екранна двойка                                                           | Сонг Сънг Хон и Ким Те Хи Моята принцеса              | Номиниран |
| MBC Drama Awards                                                | 2012   | Най-добър актьор в минисериал                                                      | Д-р Джин                                              | Номиниран |
| MBC Drama Awards                                                | 2012   | Най-популярен актьор                                                               | Д-р Джин                                              | Номиниран |
| MBC Drama Awards                                                | 2013   | Най-добър актьор в минисериал                                                      | Когато един мъж се влюби                              | Номиниран |
| MBC Drama Awards                                                | 2013   | Най-популярен актьор                                                               | Когато един мъж се влюби                              | Номиниран |
| MBC Drama Awards                                                | 2013   | Най-добра екранна двойка                                                           | Сонг Сънг Хон и Шин Се Кьонг Когато един мъж се влюби | Номиниран |
| MBC Drama Awards                                                | 2020   | Най-добър актьор в минисериал, излъчван понеделник и вторник                       | Ще вечеряме ли заедно?                                | Номиниран |
| MBC Drama Awards                                                | 2020   | Най-добра екранна двойка                                                           | Сонг Сънг Хон и Со Джи Хье Ще вечеряме ли заедно?     | Номиниран |
| Ministry of Culture, Sports and Tourism Content Industry Awards | 2010   | Награда за заслуги на изтъкнати Халю артисти (спечелил заедно с Girls' Generation) | Сонг Сънг Хон                                         | Спечелил  |
| SBS Drama Awards                                                | 1998   | Най-популярен актьор                                                               | Победители                                            | Спечелил  |
| SBS Drama Awards                                                | 1999   | Награда за популярност на зрителите                                                | Щастливи заедно                                       | Спечелил  |
| SBS Drama Awards                                                | 1999   | Top 10 Звезди                                                                      | Щастливи заедно                                       | Спечелил  |
| SBS Drama Awards                                                | 2001   | Най-добър актьор в Драма Спешъл                                                    | Адвокатска кантора                                    | Номиниран |
| SBS Drama Awards                                                | 2001   | Top 10 Звезди                                                                      | Адвокатска кантора                                    | Спечелил  |
| SBS Drama Awards                                                | 2017   | Най-добър актьор в драма, излъчвана сряда и четвъртък                              | Саймданг, дневник на светлината                       | Номиниран |
| Seoul International Drama Awards                                | 2011   | Изключителен корейски актьор                                                       | Моята принцеса                                        | Номиниран |
| Seoul International Drama Awards                                | 2021   | Изключителен корейски актьор                                                       | Ще вечеряме ли заедно?                                | Номиниран |
| Style Icon Asia                                                 | 2016   | Top 10 Стилни икони                                                                | Сонг Сънг Хон                                         | Спечелил  |